# Alfons Längle
Alfons Längle (* 16. Februar 1912 in Altach; † 22. September 2005 ebenda) war ein österreichischer Politiker (ÖVP) und Unternehmer. Er war von 1964 bis 1974 Abgeordneter zum Vorarlberger Landtag. 

## Ausbildung und Beruf
Längle besuchte nach der Volksschule Altach das Textiltechnikum Reutlingen und diente zwischen 1940 und 1945 im Zweiten Weltkrieg, wobei er 1945 aus der Kriegsgefangenschaft zurückkehrte. Er war beruflich als geschäftsführender Gesellschafter der Firma Gebrüder Längle Wirkwaren in Altach und der Firma Frixa, Wäschefabrik Wien, tätig. 1983 übergab er die Firma an seine Nachfolger. 

## Politik und Funktionen
Längle war Mitglied der Österreichischen Volkspartei und beim Österreichischen Wirtschaftsbund aktiv. Er hatte ab 1947 die Funktion eines Mitglieds der Landesleitung des Wirtschaftsbundes Vorarlberg inne und wirkte in der ÖVP von 1964 bis 1974 als Mitglied der Landesparteileitung der ÖVP Vorarlberg. Zudem war er von 1964 bis 1969 Mitglied des Landesparteirates der ÖVP Vorarlberg sowie Mitglied der Landesparteikontrolle. Lokalpolitisch engagierte er sich von 1955 bis 1960 als Mitglied des Gemeindevertretung von Altach, im Vorarlberger Landtag vertrat er als Abgeordneter des Wahlbezirkes Feldkirch die ÖVP vom 29. Oktober 1964 bis zum 28. Oktober 1969 sowie vom 5. November 1969 bis zum 3. November 1974. 
Längle war des Weiteren von 1946 bis 1980 Kammerrat der Sektion Industrie der Vorarlberger Handelskammer, Ausschussmitglied beim Verband der Vorarlberger Stickereiindustrie und Vorstandsmitglied der Vorarlberger Industriellenvereinigung. Er wirkte des Weiteren als stellvertretender Obmann der Sektion Industrie der Vorarlberger Handelskammer, war Zensor der Nationalbank und Aufsichtsratsmitglied der „Dornbirner Messe“ sowie des „Parkhotels Dornbirn“.

## Privates
Längle war Sohn eines Fabrikanten und heiratete 1945 Martha Beniger. Er war Vater von zwei Söhnen und einer Tochter. 

## Auszeichnungen
- Ernennung zum „Kommerzialrat“ (1965)
- Großes Verdienstzeichen des Landes Vorarlberg (1980)
- Große Silberne Ehrenmedaille der Vorarlberger Handelskammer (1981)
- Ehrennadel der Vorarlberger Industriellenvereinigung (1987)
- Ehrenmitglied des SC Rheindorf Altach